# Kaşar
Il kaşar (pr. "kasciar") è un formaggio a pasta semidura turco originariamente prodotto principalmente con latte di pecora o capra. Oggi il formaggio Kaşar viene sempre più spesso prodotto con latte vaccino. Oggi è prodotto quasi esclusivamente industrialmente con latte trattato e pastorizzato e non con latte crudo. La varietà più nota e allo stesso tempo fra le più costose è il cosiddetto Kaşar di Kars, la provincia nord-orientale turca. Il Kaşar, essendo un formaggio a pasta filata, è strettamente legato al Kasseri, che viene dalla Grecia e al Kashkaval bulgaro. Gli assiri usavano il formaggio per fare il tradizionale piatto di formaggio assiro Gupta Tomirta (in aramaico ܓܘܒܬܐ ܜܘܡܪܬܐ, letteralmente "formaggio sepolto") - che era aromatizzato fra l'altro con il cumino. Questo formaggio viene mangiato (a colazione) sul pane, sul pane tostato o può essere usato anche nei panini. Il Kaşar è anche facile da gratinare, poiché a seconda delle varietà si scioglie relativamente bene. Oggi, in Turchia, praticamente ogni formaggio duro o semiduro viene chiamato semplicemente "Kaşar".

## Aspetto e gusto
Il Kaşar ha un colore bianco chiaro; la consistenza è da elastica a ferma. La varietà di Kars, tuttavia, è un po' più dura a causa della conservazione più lunga o della stagionatura e ha anche un colore leggermente più scuro. La varietà di sapori varia da dolce a leggermente piccante, ma anche in questo caso la varietà di Kars è un po' più piccante. Il sapore può essere paragonato soprattutto ad un provolone dolce o a un Gouda o un Havarti dolce. Comunque i buchi nel formaggio di Kaşar non giocano necessariamente un ruolo e non sono una caratteristica di qualità: al contrario, alveoli troppo grandi non sono desiderabili e sono non comuni.

## Storia
Il Kaşar Peyniri ("formaggio Kaşar") è menzionato per la prima volta intorno al 1900 nell'allora Impero ottomano. La sua storia è quindi relativamente tarda a paragone con quella dei formaggi europei. Indipendentemente da come venga chiamata la varietà più costosa, questo tipo di produzione in Turchia è attestata per la prima volta nella provincia di Kars, e molto probabilmente è provenuta dalla Russia. Questa zona fu disputata per diversi anni tra ottomani e russi verso la fine del XVIII secolo, e ci sono altri scambi culturali attestati in quel periodo.
Durante il periodo del dominio russo, sul territorio di Kars si stabilirono coloni tedeschi e svizzeri, non ultimo perché erano considerati specialisti nella lavorazione del latte. Questo tipo di produzione di formaggio era precedentemente sconosciuto ai turchi, fino a quel momento conoscevano solo il formaggio salato o la preparazione molto più antica, portata degli Yörük originari dell'Asia centrale, del cosiddetto Çökelek, un tipo di formaggio prodotto con latte acido.